# U60311 Compilation
U60311 Compilation – album kompilacyjny niemieckiego duetu Lexy & K-Paul wydany 2 grudnia 2005 roku przez wytwórnię V2 Records. Na wydawnictwo to składa się 26 utworów skompilowanych i zmiksowanych przez niemiecki duet na dwóch płytach kompaktowych (po 13 utworów na płytę).

## Lista utworów

### CD1
1. Lexy & K-Paul - Intro (0:18)
2. Lexy & K-Paul - Happy Zombies (Paul Kalkbrenner Remix) (7:00)
3. Trentemøller - Physical Fraction (5:59)
4. Lexy - Scream When You Burn (5:11)
5. Silver City - Galactic Ride (2020 Soundsystem Re-Edit) (7:19)
6. Patrice Bäumel - Mutant Pop (6:16)
7. Davide & Pedro - Unknown 7 (5:00)
8. Hug - The Angry Ghost (5:15)
9. Lexy & K-Paul - Ghost (4:22)
10. Seymour Bits Presents De Jeugd Van Tegenwoordig - Watskeburt (Dexter's Dexter Is Een Baas Edit) (4:45)
11. Booka Shade - Mandarine Girl (6:32)
12. Jürgen Paape - Cream (5:08)
13. Göpfrich & Gerlach - Auf Der Lauer Aua Aua (5:24)

### CD2
1. Artificial Latvamäki - Mänty (6:50)
2. Gui.tar - Homeopathic Delight (4:20)
3. Oliver Hacke - Subject Carrier (Alex Under Remix) (5:18)
4. Chelonis R. Jones - Middle Finger Music (Booka Shade Remix) (5:21)
5. Marlow - Quiet (LoSoul Rmx) (5:24)
6. Argy - Love Dose (Luciano Remix) (4:12)
7. Phage & Daniel Dreier - Salt And Vinegar (6:06)
8. Håkan Lidbo - Televinken (5:20)
9. Konrad Black & Ghostman - Medusa Smile (Don't Look Back...) (6:05)
10. Robag Wruhme - Wortkabular (Luciano Remix) (6:47)
11. Alex Under - Aditah, La Granjerita (4:42)
12. Hello Trouble - Hello Trouble (4:42)
13. Metope - M1D1 (6:33)